# 2004年アメリカ合衆国大統領民主党予備選挙

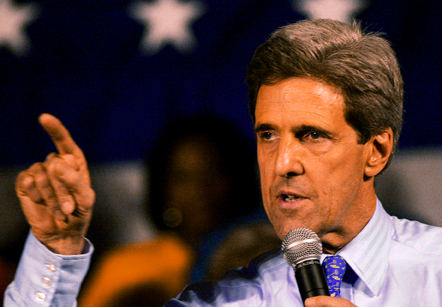
ミズーリ州でのケリー候補

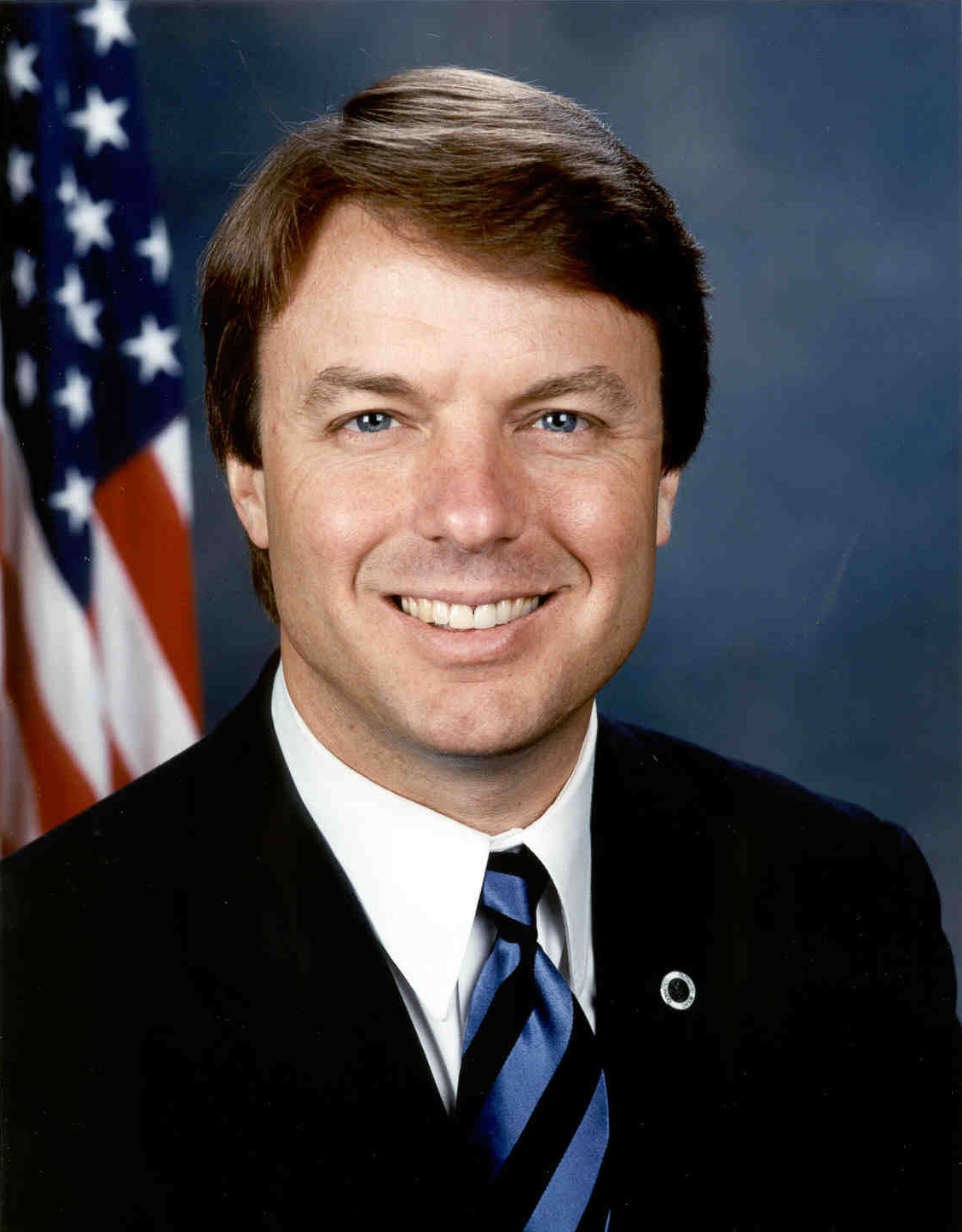
エドワーズ候補

2004年アメリカ合衆国大統領民主党予備選挙（2004ねんアメリカがっしゅうこくだいとうりょう みんしゅとうよびせんきょ、Democratic Party (United States) presidential primaries of 2004, 2004 Democratic primaries）は、2004年アメリカ合衆国大統領選挙に向けて、民主党の大統領・副大統領候補を選出した手続をいう。民主党党大会を最終的な舞台とする一連の予備選挙や党員集会を通じて、マサチューセッツ州選出上院議員ジョン・ケリーを大統領候補に、ノースカロライナ州出身のジョン・エドワーズを副大統領候補にそれぞれ選出した。
ケリー、エドワーズ、退役大将ウェズリー・クラーク、元ヴァーモント州知事ハワード・ディーンなど10人の候補が民主党大統領候補としての指名をめぐって争った。選挙運動序盤の2003年には、多くの世論調査で良い結果を出し、資金集め面でも先行していたディーン候補が、かなり先行した有力候補と目されていた。しかし、アイオワ州党員集会で、予想に反して、ケリー候補が州の38％の代議員を獲得し、エドワーズ候補も州の32％の代議員を獲得したことで流れが変わった。以降、ケリー候補は、4つの州とワシントンD.C.を除くほとんどの州で勝利ないしは優位を確保した。クラーク候補はオクラホマ州で、ディーン候補はバーモント州とワシントンDCで、エドワーズ候補は、ノースカロライナ州とサウスカロライナ州でそれぞれ勝利を収めるにとどまった。
2004年民主党党大会を直前に控えた7月6日、ケリー候補は、エドワーズ候補を副大統領候補として指名した。7月28日、ケリー候補の地元マサチューセッツ州ボストンで開かれた民主党党大会において、ケリー候補とエドワーズ候補は、正式に民主党候補としての指名を受けた。両候補は、現職大統領の共和党ジョージ・ブッシュ候補と本選挙を戦い、僅差ながら敗れた（2004年アメリカ合衆国大統領選挙）。

## 選挙戦の始まり
2002年5月31日、バーモント州の知事であったハワード・ディーンは大統領選挙検討委員会を設置した。最初のアイオワ州党員集会から数えて2年近くも前の時点ではあったが、小さな州の知事として、地元以外ではあまり知られていなかったディーン候補は、早いスタートによって知名度の向上を狙っていた。
同年12月、ジョン・ケリー上院議員（マサチューセッツ州選出）は、NBCの番組で、2004年大統領選に向けて検討委員会を設置するつもりであることを表明し、正式な立候補の表明を数か月以内に行うとの意思を明かした。ケリー候補は、輝かしいベトナム戦争の従軍経験を有しており、民主党候補といえば、軍の最高司令官としての適性について疑問を持たれる、という状況に苦しんでいた民主党員の間では興奮が広がった。
2週間後、2000年アメリカ合衆国大統領選挙で大統領候補であったアル・ゴア元副大統領が、CBSの番組で、2004年の大統領選挙に出馬しないことを表明した。ゴアは、全米規模で書籍の出版に関するキャンペーンを繰り広げていたところで、いよいよ出馬表明をするものと周囲からは広く考えられていた。他の候補者達は、有力候補とされるゴアがどういうプランを有しているのかについて様子を見ていたのか、2003年1月には堰が切られたかのように立候補に向けた動きが活発化した。
ジョー・リーバーマン上院議員は2000年にゴア大統領候補の副大統領候補であったことなどから、もし、ゴアが民主党の大統領候補としての指名を目指すのであれば、自らは出馬しないとの約束をしていた。この約束を守る必要がなくなったことで、リーバーマンは大統領選挙への出馬を表明した。さらに、ノースカロライナ州選出のジョン・エドワーズ上院議員、ミズーリ州選出リチャード・ゲッパート下院議員、ニューヨーク州のアル･シャープトン牧師などが、正式な立候補に向けた第一歩として検討委員会の設置を表明した。2月には、さらなる候補者として、元イリノイ州選出上院議員キャロル・ブラウン、オハイオ州選出デニス・クシニッチ下院議員、そしてフロリダ州選出ボブ・グラハム上院議員が立候補を表明した。
このほかにも、立候補の可能性について名前が挙がる者については様々な憶測が巻き起こった。候補の可能性があるとされた者の中で、正式に不出馬を表明した者としては、上院院内総務トム・ダシュル、コネチカット州選出クリストファー・ドッド上院議員、そして元コロラド州選出上院議員ゲーリー・ハートなどが挙げられる。
4月に発表された2003年第一四半期に関する資金調達状況によれば、エドワーズ候補が740万ドル、ケリー候補が700万ドル、ゲッパート候補が350万ドル、リーバーマン候補が300万ドル、ディーン候補が260万ドル、グラハム候補が110万ドル、クシニッチ候補とブラウン候補がそれぞれ100万ドルを下回る金額をそれぞれ調達した。

## イラク戦争
アメリカ同時多発テロ事件を契機として、ブッシュ政権では、イラクのサダム・フセイン政権を打倒することが緊急の課題として議論され始めた。この議論は、サダム政権が核物質を調達しようとしたこと、生物・化学物質で大量破壊兵器に転用可能なものについて国連制裁に沿った説明を行っていないことを根拠としていた。事態は、合衆国が、イラク侵攻のために英国、スペイン、イタリアおよびポーランドなど40ほどの国（ブッシュは「有志連合」と呼んだ）を集めるに至った。
「有志連合」はイラクに2003年3月20日侵攻した。この行為につきほとんどの候補者は支持を表明した。ディーン候補とクシニッチ候補だけが、その目的と政府の戦略に対し強い疑問を呈し、戦争に反対する者たちの目を引いた。ケリー候補は、ニューハンプシャー州ピーターボローの聴衆の前での演説で、「我々はイラクでの政権交代を求めるだけではなく、ここ合衆国でも政権交代を求める。」 と発言した。共和党員は、これを戦時中の大統領への反対を公言するものとして批判した 。
侵攻は、サダム政権とイラク軍を崩壊させるのに3週間ほどという速やかなものだった。イラクの産油施設は限られた損害に留めた状況で速やかに確保された。5月1日、ブッシュ大統領は、軍用機ロッキードS-3で空母エイブラハム・リンカーンに着艦し、イラク戦争の主要な戦闘が終了したことを告げる演説を行った。その背後には「Mission Accomplished（任務完了/作戦完遂）」との横断幕がはっきりと掲げられていた。この空母での演説は、大げさに芝居じみたもので、無駄な費用をかけるものと批判された。CNNによれば 、横断幕は、ホワイトハウスのスタッフが作成した上で、アメリカ海軍によりそこに掲示されたという。この横断幕は後に時期尚早として批判されたが、CNN・USA TODAY・ギャラップ社の世論調査による5月の大統領支持率は66%に上昇した 。
2003年5月3日、サウスカロライナ大学で、民主党の9人の候補者の間での最初の公式討論会が行われた。イラク戦争、健康保険問題、ブッシュ大統領の減税政策については意見が一致しなかったが、ブッシュ政権の経済運営を批判する点では各候補者が歩調を揃えた。

## ディーン候補が先行

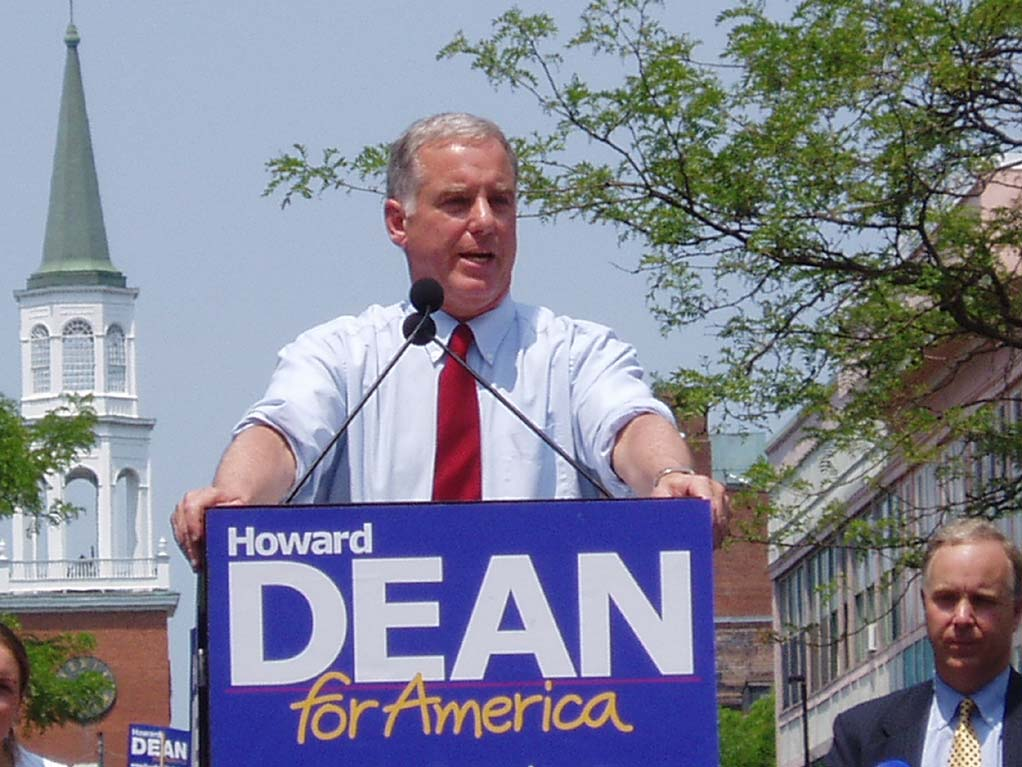
2003年6月23日のディーン候補の立候補の演説

2003年6月、ディーン候補は、30万ドルを超える費用をかけて、2004年の選挙運動の最初のテレビ・コマーシャルを流した。機を同じくして正式に大統領への立候補を表明し、連邦選挙委員会に大統領選の選挙運動の届出を行った。同月下旬、リベラル派のウェブサイトが行ったオンラインでの民主党「予備選挙」（公式のものではない）を実施したところ、ディーン候補が44%、デニス・クシニッチ候補が24%、ジョン・ケリー候補が16%を獲得した。
7月には、2003年第二四半期の各候補の資金調達状況についての発表があった。ディーン候補は750万ドルを集め周囲を驚かせた。ジョン・ケリー候補は600万ドル、ジョン・エドワーズ候補とジョセフ・リーバーマン候補はそれぞれおよそ500万ドルを集めた。ディーン候補の資金調達が好調なのはインターネットを選挙運動に用いる革新的な手法によるところが大きかった。ディーン候補への寄付の大半は、「Deanites」またはより一般的に「Deaniacs」と呼ばれたディーン候補支持の個人からもたらされた。革新的なインターネットを利用した選挙運動は、ディーン候補を強く支持する草の根有権者を生み出し、それらの有権者はディーン候補が選挙運動を終了した後も、ディーン候補を強く支持していた。
2003年の秋までに、ディーン候補は、民主党大統領候補指名の明らかな有力候補（front-runner、先行候補）となり、ほとんどの世論調査で良い結果を残していた。知事時代に、実践的な中道的と一般に見られていたが、大統領選挙の選挙運動中に、ブッシュ政権の政策（とりわけイラク戦争）や、同僚の民主党員がイラク戦争に反対しなかったことを非難したことから、ポピュリスト的な性質があることも明らかになってきた。
保守的な評論家は、選挙運動中、ディーン候補の政治的立場は極端なリベラルであるとレッテルを貼った。しかし、長く堅実な財政抑制論者として知られていたディーン候補は、進歩的なバーモント州では穏健派とみなされていた。民主党のクシニッチ候補や独立系のラルフ・ネーダー候補を支持する多くの左翼評論家は、実際は、ディーン候補は社会的にはリベラルで、財政的には保守派というロックフェラー・リパブリカン（共和党穏健派的）であるとして非難した。

## ウェズリー・クラークの参入

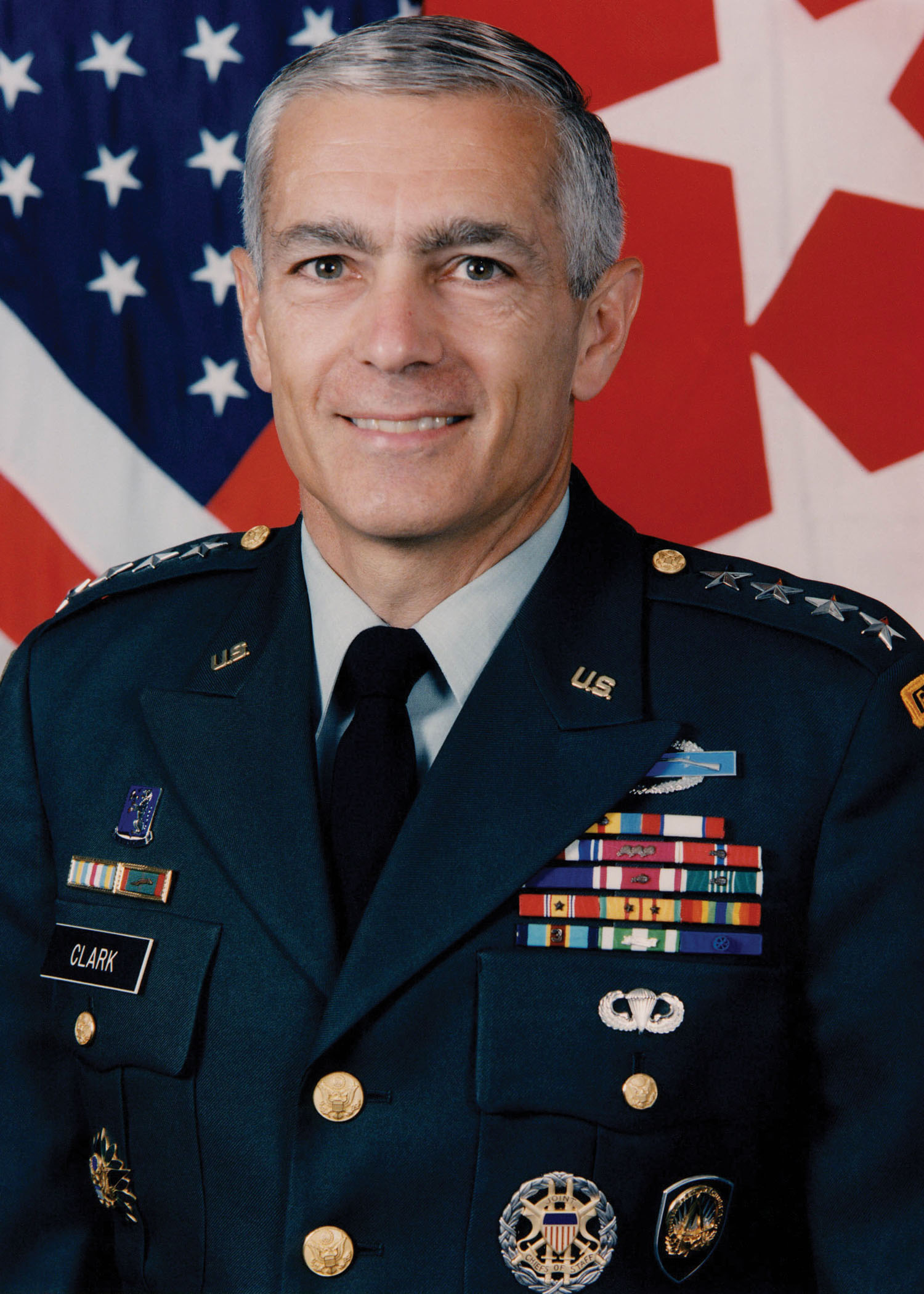
ウェズリー・クラーク陸軍退役大将

2003年の夏には、退役大将であるウェズリー・クラークを民主党の2004年大統領選挙の候補者としようとする全国レベルでのキャンペーンがいくつかのグループにより行われた。8月13日のCNNの番組は、かかるクラーク待望グループのテレビコマーシャルを流した上で、クラークにインタビューを行った。クラークは、クラーク待望グループとのつながりを否定したが、自分の立場をよく考えているということと、出馬の有無について数週間以内に公表する旨を述べた。クラークは、このインタビューで、自分が民主党支持者であることを初めて認め、周囲の思惑はさらに掻き立てられた。
2003年9月18日、アーカンソー州リトルロックで、クラークは、2004年民主党の大統領候補予備選挙への出馬の意向を発表し、10人目で最後の候補者となった（他の候補者よりも数か月も遅れた。）。「私の名前はウェズ・クラーク。アーカンソー州リトルロック出身で、ここに、アメリカ合衆国大統領を目指すことを表明する。」「この国を後ろではなく前に進めていくために選挙運動を行う。」と述べた。
クラーク候補の選挙運動は、リーダーシップと愛国心に集中していた。当初の選挙広告は、クラーク候補の経歴を全面に押し出したものであった。クラーク候補は、選挙運動の始動が遅れたこともあり、詳細な政策の提案が比較的欠けていた。クラーク候補はすぐに、減税プランなどを含む幅広い政策文書を提示したが、政策に関する弱点は、選挙運動当初のいくつかの討論において明らかであった。それにもかかわらず、多くの民主党支持者はクラーク候補を支援した。支持者はクラーク候補の印象的な軍歴にひかれ、その外交政策への信用性は、ブッシュ政権の9/11後政策に挑戦する上で価値のある財産であると考えた。アドバイザーや支持者は、その時にも党の指名争いで先行していたディーン候補よりも、クラーク候補が選ばれる可能性が高いと考えていた。ただ、2003年暮れのクラーク候補への爆発的熱狂にもかかわらず、ディーン候補はその年後半の世論調査でも大きなリードを維持していた。
クラーク候補への批判は選挙戦に参入したと同時に始まっていた。反戦将軍として報道され、立候補後の最初の数日間は戸惑いを見せていた。クラーク候補は、イラク戦争に関する決議に対してどう投票したか、という質問への回答が揺らいでいると受け止められた。支持者は、クラーク候補が優柔不断に見えるのは、メディア対応の経験が乏しいせいで、むしろメディアが、報道に使いやすい端的な回答を強く望みすぎたせいと主張した。

## アイオワ州とニューハンプシャー州
2003年12月のゴア候補による正式な推薦や、ビル・ブラッドリーやトム・ハーキンなどの重要人物の推薦が力となり、アイオワ州の党員集会に至るまで、ディーン候補は選挙戦ではっきりと先行していた。対立候補であるブラウン候補さえ、ワシントンDCの予備選挙で完全にディーン候補に敗北したことで、選挙戦からの撤退しディーン候補を推薦した。ジミー・カーター元大統領は、2004年の選挙戦では、どの候補も推薦しないと宣言していたが、アイオワ州党員集会の前の週末にジョージア州プレーンズで、ディーン候補と一緒に教会の日曜礼拝に参加し、暗黙の推薦を与えていた。
ところが、2004年1月19日に行われたアイオワ州での党員集会では、予測に反し民主党大統領候補としてケリー候補を強く推す結果となった。ケリー候補はトップで州の代議員の38%を獲得し、2位のエドワーズ候補が32%を獲得した。先行していたはずのディーン候補は、18%で3位に沈み、ゲッパート候補は4位（11%）にとどまった。ディーン候補は、この州で数週間前に行われた世論調査ではリードしており、ゲッパート候補と1位の座を争っていた。そのため、ディーン、ゲッパート両陣営はこの結果に大きなショックを受けた。結果を分析した者の多くは、ディーン候補とゲッパート候補の間で派手なネガティブキャンペーンが行われたことが、両候補の敗北の理由であると指摘した。アイオワ州での結果に失望し、ゲッパート候補は選挙戦から撤退した。
アイオワ州党員集会の後の集会でのディーン候補の演説をテレビが報じると、メディアによる大騒ぎを招き、ディーン候補の選挙運動は更なる打撃を受けた。これは、熱狂的な聴衆が歓呼する中でディーン候補は大声で叫ばざるを得なかったが、自分のマイクが単一指向性のもので、人々の騒音は拾わずディーン候補の声を振り絞った檄だけがテレビの視聴者に聞こえることに気がつかなかった。専門家からコメディアンにいたるまで、ディーン候補の絶叫を騒々しく奇妙なもので、大統領にふさわしくない演説としてテレビで取り上げた 。多くの者に「ディーンの絶叫」であるとか、単に「（例の）絶叫」と名づけられ、この演説がメディアで大きく取り上げられたこと自体が更にニュースとなった 。
1月27日、ケリー候補はニューハンプシャー州予備選挙で1位となり、再び大きな勝利を挙げた。1週間前にアイオワ州党員集会で最初の投票がなされたときには、ディーン候補はニューハンプシャー州の公式の世論調査で30％リードしていた。これにより、ここでの敗北はディーン候補の選挙運動のもう一つの大きな後退となった。クラーク候補は、ニューイングランド地方出身のケリー、ディーン両候補に次いで、ニューハンプシャー州で3位となった。

## 選挙戦最後の直線
エドワーズ候補は、他の先行する候補に関するネガティブ・キャンペーンをやめたことと相俟って 、終盤に勢いを見せ、アイオワ州党員集会で2位、代議員の32%を獲得する驚くべき結果をもたらした。ケリー候補の39%に次いで、先行していたディーン候補の18%より上に行く結果であった。エドワーズ候補は、1週間後のニューハンプシャー州予備選挙で12%の支持を受け、退役将軍ウェズリー・クラーク候補と並ぶ3位を確保した。翌週には、エドワーズ候補は、サウスカロライナ州の予備選挙で勝利し、オクラホマ州でクラーク候補に迫った。
ディーン候補の選挙戦からの撤退以降は、エドワーズ候補はケリー候補の実質的に唯一のライバルとなった。ただ、ケリー候補は、ミシガン州、ワシントン州、メーン州、テネシー州、ワシントンD.C.、ネバダ州、ウィスコンシン州、ユタ州、ハワイ州そしてアイダホ州と連勝し、エドワーズ候補を圧倒し続けた。2月17日のウィスコンシン州ではエドワーズ候補は、予想外の良い結果を受けて、米国のドアミラーに書いてある注意文言をもじりユーモアをこめて「ドアミラーに移っているものは見た目より近くにあることがあります。」と、ケリー候補に用心を求めた。他の候補の多くはこの頃までに脱落し、シャープトン候補、クシニッチ候補およびエドワーズ候補を選挙戦に残すのみとなった。ディーン候補は正式には立候補をしていなかったが、それまでに割り当てられた代議員を手放しておらず、もはや正式な選挙運動をしていないことからすれば未だ高い評価を得ていた。
エドワーズ候補は、ネガティブ・キャンペーンをしない選挙運動を続け、2月29日のニューヨークでの討論会まではケリー候補を攻撃するのをほぼ避けていた。ニューヨークでの討論会でエドワーズ候補は、先行するケリー候補を「ワシントンD.C.の住人」である、と決め付けたり、ケリー候補の貿易協定を審査する委員会の設置プランを嘲笑うことで、ケリー候補を受身の立場に追い込もうとした。
3月のスーパー・チューズデーにおいて、カリフォルニア州、コネチカット州、ジョージア州、メリーランド州、マサチューセッツ州、ニューヨーク州、オハイオ州そしてロードアイランド州の予備選挙、ミネソタ州の党員集会で、ケリー候補は決定的な勝利を収めた。ディーン候補は、2週間前に選挙戦から撤退していたにもかかわらず、地元バーモント州で勝利した。エドワーズ候補は、ジョージア州でケリー候補に迫る結果を残したもののどの州でも勝つことができず、大統領選挙からの撤退を選択した。その晩、ブッシュ大統領は、ケリー候補に祝福の電話をした。
3月11日、ワシントンD.C.の特別代議員や他の予備選挙の元ライバルとの会談を行い、ケリー候補は、指名を確実にする2,162名の代議員を手中に収めた。民主党党大会のウェブサイトは、党大会のほぼ3ヶ月前のこの時点で、ケリー候補を党の候補として扱い始めた。

## 候補指名
その月の下旬にマサチューセッツ州ボストンで行われる2004年民主党党大会の直前である7月6日、ジョン・ケリー候補は、副大統領候補としてジョン・エドワーズ候補を選んだ。ともに上院議員であるケリー候補とエドワーズ候補は正式に党大会において民主党から候補者として指名された。ケリー・エドワーズ候補は、全50州およびワシントンD.C.の投票用紙に記載された。ニューヨーク州では、ワーキング・ファミリー党の候補者としても記載された。
ニューメキシコ州知事のビル・リチャードソンが党大会の議長を務め、ビル・クリントン前大統領のアドバイザーであったロッティ・シャケルフォードが副議長を務めた。2004年民主党党大会で際立ったのは、ハワイ州出身でイリノイ州上院議員候補バラック・オバマによるメインの基調講演、ビル・クリントンによる開幕の晩の演説、ジョン・ケリー、ジョン・エドワーズ両候補による党の指名受諾演説などが挙げられる。ケリー候補は、自身のベトナム戦争の体験を目立つテーマとした。指名を受諾する演説をケリー候補は「ジョン・ケリー、任務のために出頭しました。（I'm John Kerry and I'm reporting for duty.）」との言葉から始めた。
ケリー候補とエドワーズ候補は、2004年アメリカ合衆国大統領選挙で、共和党候補である現職のジョージ・ブッシュ候補とディック・チェイニー候補にと対抗した。党大会における正式な指名後にもケリー候補は世論調査でわずかな反響のみを得たため、ブッシュ候補とはつばぜり合いを続けていた。これは最近の政治史の中で初めて、党大会の後の世論調査において顕著な支持の拡大が見られなかった例であった。政治評論家の一部は、わずかな支持の拡大しか得られなかったことの原因を、前回の大統領選挙に比べても投票の意向を決めていない有権者が異例に少なかったことに求めた。
一般選挙は、ケリー候補を破ったブッシュ候補が勝利を収めた。選挙は主に対テロ戦争の指揮の問題を中心に戦われた。ケリー候補が戦争が無策に進められていること、イラク戦争はテロ戦争の一部ではなく逸脱であることを指摘する一方で、ブッシュ候補は、自政権の政策を弁護した。

## 候補者
以下は、2004年の指名をめぐって争った候補者と、著名な候補者で不出馬を決めた者のリストである。
- 立候補
  - マサチューセッツ州選出上院議員　ジョン・ケリー
  - （バージニア州の政治活動家1名が名目的民主党として出馬したが、民主党は立候補を認めなかった。）
- 選挙戦から撤退
  - フロリダ州選出上院議員　ボブ・グラハム　2003年10月7日撤退
  - 元大使・元イリノイ州選出上院議員　キャロル・ブラウン　2004年1月15日撤退　ディーン候補を推薦
  - ミズーリ州選出下院議員　リチャード・ゲッパート　2004年1月20日撤退　ケリー候補を推薦
  - コネチカット州選出上院議員　ジョセフ・リーバーマン　2004年2月3日撤退
  - 退役大将・アーカンソー州出身　ウェズリー・クラーク　2004年2月11日撤退　ケリー候補を推薦
  - 元バーモント州知事　ハワード・ディーン　2004年2月18日撤退　2004年3月25日にケリー候補を推薦
  - ノースカロライナ州選出上院議員　ジョン・エドワーズ　2004年3月3日撤退　ケリー候補を推薦
  - 牧師・ニューヨーク出身　アル・シャープトン　2004年3月15日撤退　ケリー候補を推薦¹
  - オハイオ州選出下院議員　デニス・クシニッチ　2004年7月23日撤退　ケリー候補を推薦¹

¹: シャープトン候補とクシニッチ候補はこれらの日に選挙戦から脱落したが、党大会が終わるまで正式には撤退しておらず、代議員の割り当てを受けることを中止しなかった。クシニッチ候補は1％にいくらか及ばない代議員票を得たケリー候補以外の唯一の候補である。
- 不出馬
  - 元副大統領・2000年民主党大統領候補　アル・ゴア
  - ニューヨーク州選出上院議員・元ファーストレディ　ヒラリー・クリントン
  - サウスダコタ州選出上院議員・上院院内総務　トム・ダシュル
  - ウィスコンシン州選出上院議員　ラス・ファインゴールド
  - デラウェア州選出上院議員　ジョセフ・バイデン
  - コネチカット州選出上院議員　クリストファー・ドッド
  - 元カリフォルニア州知事　グレイ・デイビス
  - 元ニュージャージー州選出上院議員・2000年民主党大統領予備選候補　ビル・ブラッドレー
  - 元コロラド州選出上院議員・1988年民主党大統領予備選候補　ゲイリー・ハート

## 副大統領候補
ノースカロライナ州選出上院議員ジョン・エドワーズが、ジョン・ケリー候補に2004年7月6日に副大統領候補として指名された。
その他副大統領の候補とされた人物：
- ミズーリ州選出下院議員　ディック・ゲッパート
- アイオワ州知事　トム・ビルザック
- 退役大将・アーカンソー州出身　ウェズリー・クラーク
- デラウェア州選出上院議員　ジョゼフ・バイデン
- イリノイ州選出上院議員　ディック・ダービン
- ニューメキシコ州知事　ビル・リチャードソン
- ルイジアナ州選出上院議員　メアリー・ランドリュー

## 州ごとの結果
2004年民主党党大会では4,353名の代議員が存在した。その内の802名は党のリーダーや何人かの候補者自身を含む「特別代議員」で、どの州の予備選挙・党員集会の結果にも束縛されず、いつでもその支持する候補を変更することができる者たちであった。党の候補として指名されるために必要な代議員数は2,162名であった。北マリアナ諸島およびミッドウェイ環礁を除き、全ての州・準州その他のアメリカ合衆国の居住エリアは2004年党大会に代議員を選出していた。ジョン・ケリー候補は、クシニッチ候補（37票）を除く他のライバルだった候補の全ての票も受け、4,225票を獲得した（棄権が26票）。
| |                                   | キャロル・ブラウン       | ウェズリー・クラーク | ハワード・ディーン       | ジョン・エドワーズ | リチャード・ゲッパート   | ジョン・ケリー | デニス・クシニッチ | ジョー・リーバーマン | アル・シャープトン |
| |                                   |                          |                      |                          |                    |                          |                |                    |                      |                    |
| 合計獲得代議員数¹ | 合計獲得代議員数¹                 | --                       | 60                   | 167.5                    | 559                | --                       | 2573.5         | 40                 | --                   | 26                 |
| |                                   |                          |                      |                          |                    |                          |                |                    |                      |                    |
| 特別代議員¹ | 特別代議員¹                       | --                       | --                   | 53                       | 23                 | --                       | 381            | 2                  | --                   | 5                  |
| |                                   |                          |                      |                          |                    |                          |                |                    |                      |                    |
| 1月14日 | ワシントンD.C.² （予備選挙）      | 12%                      | --                   | 43%                      | --                 | --                       | --             | 8%                 | --                   | 34%                |
| 1月19日 | アイオワ州³ （党員集会）          | --                       | --                   | 18% (5)                  | 32% (10)           | 11%                      | 38% (30)       | 1%                 | --                   | --                 |
| 1月27日 | ニューハンプシャー州 （予備選挙） | --                       | 12%4                 | 26% (9)                  | 12%                | --                       | 38%4 (13)      | 1%                 | 9%                   | --                 |
| 2月3日 （ミニ・チューズデイ）                                                                                                   | アリゾナ州 （予備選挙）           | --                       | 27% (14)             | 14% (3)                  | 7%                 | --                       | 43% (38)       | 2%                 | 7%                   | --                 |
| 2月3日 （ミニ・チューズデイ）                                                                                                   | デラウェア州 （予備選挙）         | --                       | 9%4                  | 10%                      | 11%                | 1%4                      | 50% (14)       | 1%                 | 11%                  | 6% (1)             |
| 2月3日 （ミニ・チューズデイ）                                                                                                   | ミズーリ州 （予備選挙）           | --                       | 4%                   | 9%                       | 25% (26)           | 2%                       | 51% (48)       | 1%                 | 4%                   | 3%                 |
| 2月3日 （ミニ・チューズデイ）                                                                                                   | ニューメキシコ州 （党員集会）     | --                       | 21% (8)              | 16% (4)                  | 11%                | 1%4                      | 42% (14)       | 6%                 | 3%                   | --                 |
| 2月3日 （ミニ・チューズデイ）                                                                                                   | ノースダコタ州 （党員集会）       | --                       | 24% (5)              | 12%                      | 10%                | 1%                       | 51%4 (9)       | 3%                 | 1%                   | --                 |
| 2月3日 （ミニ・チューズデイ）                                                                                                   | オクラホマ州 （予備選挙）         | --                       | 30% (15)             | 4%                       | 30% (13)           | 1%4                      | 27% (12)       | 1%                 | 7%4                  | 1%                 |
| 2月3日 （ミニ・チューズデイ）                                                                                                   | サウスカロライナ州 （予備選挙）   | --                       | 7%                   | 5%                       | 45% (27)           | --                       | 30% (17)       | --                 | 2%                   | 10% (1)            |
| 2月7日 | ミシガン州 （党員集会）           | --                       | 7%                   | 17% (24)                 | 13% (6)            | 1%4                      | 52% (91)       | 3%                 | --                   | 7% (7)             |
| 2月7日 | ワシントン州 （党員集会）         | --                       | 3%                   | 30% (29)                 | 7%                 | --                       | 48%4 (47)      | 8%                 | --                   | --                 |
| 2月8日 | メーン州 （党員集会）             | --                       | 4%                   | 27%4 (9)                 | 8%                 | --                       | 45% (15)       | 16%                | --                   | --                 |
| 2月10日 | テネシー州 （予備選挙）           | 1%4                      | 23% (18)             | 4%                       | 26% (20)           | --                       | 41% (31)       | 1%                 | 1%                   | 2%                 |
| 2月10日 | バージニア州 （予備選挙）         | --                       | 9%                   | 7%                       | 27% (29)           | --                       | 52% (53)       | 1%                 | 1%                   | 3%                 |
| 2月14日 | ワシントンD.C.² （党員集会）      | --                       | 1%4                  | 17%4 (3)                 | 10%                | --                       | 47% (9)        | 3%                 | --                   | 20% (4)            |
| 2月14日 | ネバダ州 （党員集会）             | --                       | --                   | 17% (2)                  | 10%                | --                       | 63% (18)       | 7%                 | --                   | 1%                 |
| 2月17日 | ウィスコンシン州 （予備選挙）     | --                       | 2%                   | 18% (13)                 | 34% (24)           | --                       | 40% (30)       | 3%                 | --                   | 2%                 |
| 2月24日 | ハワイ州 （党員集会）             | --                       | 1%4                  | 7%4                      | 13%4               | --                       | 47%4 (12)      | 31%4 (8)           | --                   | --                 |
| 2月24日 | アイダホ州³ （党員集会）          | --                       | --                   | 11%                      | 22% (6)            | --                       | 54% (12)       | 6%                 | --                   | --                 |
| 2月24日 | ユタ州 （予備選挙）               | --                       | 1%4                  | 4%                       | 30% (3)            | --                       | 55% (5)        | 7%                 | 1%4                  | --                 |
| 3月2日 (スーパー・チューズデー)                                                                                                 | カリフォルニア州 （予備選挙）     | 1%4                      | 2%4                  | 4%                       | 20% (82)           | 1%4                      | 64% (288)      | 5%                 | 2%4                  | 4%                 |
| 3月2日 (スーパー・チューズデー)                                                                                                 | コネチカット州 （予備選挙）       | --                       | 1%4                  | 4%                       | 24% (14)           | --                       | 58% (35)       | 3%                 | 5%                   | 3%                 |
| 3月2日 (スーパー・チューズデー)                                                                                                 | ジョージア州 （予備選挙）         | --                       | 1%4                  | 2%                       | 42% (32)           | --                       | 47% (37)       | 1%                 | 1%4                  | 6%                 |
| 3月2日 (スーパー・チューズデー)                                                                                                 | メリーランド州 （予備選挙）       | 1%4                      | 1%4                  | 3%                       | 26% (13)           | --                       | 60% (26)       | 2%                 | 1%4                  | 5%                 |
| 3月2日 (スーパー・チューズデー)                                                                                                 | マサチューセッツ州 （予備選挙）   | --                       | 1%4                  | 3%                       | 18% (13)           | --                       | 72% (80)       | 4%                 | 1%4                  | 1%                 |
| 3月2日 (スーパー・チューズデー)                                                                                                 | ミネソタ州 （党員集会）           | --                       | --                   | 2%                       | 27% (22)           | --                       | 51% (41)       | 17% (9)            | --                   | 1%                 |
| 3月2日 (スーパー・チューズデー)                                                                                                 | ニューヨーク州 （予備選挙）       | --                       | 1%4                  | 3%                       | 20% (54)           | 1%4                      | 61% (174)      | 5%                 | 1%4                  | 8% (8)             |
| 3月2日 (スーパー・チューズデー)                                                                                                 | オハイオ州 （予備選挙）           | --                       | 1%4                  | 3%                       | 34% (55)           | 1%4                      | 52% (81)       | 9% (4)             | 1%4                  | --                 |
| 3月2日 (スーパー・チューズデー)                                                                                                 | ロードアイランド州 （予備選挙）   | --                       | 1%4                  | 4%                       | 19% (4)            | --                       | 71% (17)       | 3%                 | 1%4                  | --                 |
| 3月2日 (スーパー・チューズデー)                                                                                                 | バーモント州 （予備選挙）         | --                       | 3%4                  | 53%4 (9)                 | 6%4                | --                       | 31%4 (6)       | 4%                 | --                   | --                 |
| 3月9日 | 米領サモア （党員集会）           | --                       | --                   | --                       | --                 | --                       | 83% (6)        | 17%                | --                   | --                 |
| 3月9日 | フロリダ州 （予備選挙）           | 1%                       | 1%                   | 3%                       | 10% (3)            | 1%                       | 77% (119)      | 2%                 | 2%                   | 3%                 |
| 3月9日 | ルイジアナ州 （予備選挙）         | --                       | 4%                   | 5%                       | 16% (10)           | --                       | 70% (42)       | 1%                 | --                   | --                 |
| 3月9日 | ミシシッピ州 （予備選挙）         | --                       | 2%                   | 3%                       | 7%                 | --                       | 78% (33)       | 1%                 | 1%                   | 5%                 |
| 3月9日 | テキサス州 （予備選挙）           | --                       | 2%                   | 5%                       | 14% (11)           | 1%                       | 67% (62)       | 2%                 | 3%                   | 4%                 |
| 3月13日 | カンザス州 （党員集会）           | --                       | 1%                   | 7% (1)                   | 9%                 | --                       | 72% (32)       | 10%                | --                   | --                 |
| 3月16日 | イリノイ州 （予備選挙）           | 4%                       | 2%                   | 4%                       | 11% (2)            | --                       | 72% (154)      | 2%                 | 2%                   | 3%                 |
| 3月20日 | アラスカ州 （党員集会）           | --                       | --                   | 11%                      | 3%                 | --                       | 48% (8)        | 27% (5)            | --                   | --                 |
| 3月20日 | ワイオミング州 （党員集会）       | --                       | --                   | 3%                       | 5%                 | --                       | 77% (13)       | 6%                 | --                   | 1%                 |
| 3月27日 | 国外在住者5 （党員集会）          | --                       | 10%                  | 19% (2.5)                | 9%                 | --                       | 56% (4.5)      | 5%                 | --                   | 1%                 |
| 4月13日 | コロラド州 （党員集会）           | --                       | --                   | 2%                       | 1%                 | --                       | 64% (39)       | 13% (4)            | --                   | --                 |
| 4月17日 | ノースカロライナ州 （党員集会）   | --                       | --                   | 6%                       | 52% (57)           | --                       | 27% (29)       | 12% (4)            | --                   | 3%                 |
| 4月17日 | 米領バージン諸島 （党員集会）     | --                       | --                   | --                       | --                 | --                       | -- (3)         | --                 | --                   | --                 |
| 4月24日 | グアム （党員集会）               | --                       | --                   | --                       | --                 | --                       | 77% (3)        | --                 | --                   | --                 |
| 4月27日 | ペンシルベニア州 （予備選挙）     | --                       | --                   | 10% (1)                  | 10%                | --                       | 74% (120)      | 4%                 | --                   | --                 |
| 5月4日 | インディアナ州 （予備選挙）       | --                       | 6%                   | 7%                       | 11%                | --                       | 73% (62)       | 2%                 | --                   | --                 |
| 5月11日 | ネブラスカ州 （予備選挙）         | --                       | --                   | 7%                       | 14%                | --                       | 73% (24)       | 2%                 | --                   | 2%                 |
| 5月11日 | ウエストバージニア州 （予備選挙） | --                       | 3%                   | 4%                       | 13%                | --                       | 70% (28)       | 2%                 | 6%                   | --                 |
| 5月18日 | アーカンソー州 （予備選挙）       | --                       | --                   | --                       | --                 | --                       | 66% (29)       | 5%                 | --                   | --                 |
| 5月18日 | ケンタッキー州 （予備選挙）       | --                       | 3%                   | 4%                       | 14%                | --                       | 60% (44)       | 2%                 | 5%                   | 2%                 |
| 5月18日 | オレゴン州 （予備選挙）           | --                       | --                   | --                       | --                 | --                       | 81% (38)       | 17% (4)            | --                   | --                 |
| 6月1日 | アラバマ州 （予備選挙）           | --                       | --                   | --                       | --                 | --                       | 75% (47)       | 4%                 | --                   | --                 |
| 6月1日 | サウスダコタ州 （予備選挙）       | --                       | --                   | 6%                       | --                 | --                       | 82% (14)       | 2%                 | --                   | --                 |
| 6月6日 | プエルトリコ （党員集会）         | --                       | --                   | --                       | --                 | --                       | -- (51)        | --                 |                      | --                 |
| 6月8日 | モンタナ州 （予備選挙）           | --                       | 4%                   | --                       | 9%                 | --                       | 68% (15)       | 11%                | --                   | --                 |
| 6月8日 | ニュージャージー州 （予備選挙）   | --                       | --                   | --                       | --                 | --                       | 92% (106)      | 4%                 | --                   | --                 |
| \| 色分けの説明: \| \| 1位 （）内は獲得代議員数 \| \| 2位 （）内は獲得代議員数 \| \| 3位 （）内は獲得代議員数 \| \| 撤退済み \| |                                   |                          |                      |                          |                    |                          |                |                    |                      |                    |
| 色分けの説明: |                                   | 1位 （）内は獲得代議員数 |                      | 2位 （）内は獲得代議員数 |                    | 3位 （）内は獲得代議員数 |                | 撤退済み           |                      |                    |

- 脚注:

¹ 総獲得代議員数には、特別代議員による投票を含む。特別代議員は、予備選挙や党員集会の結果に直接拘束されずに投票を行う。州の代議員数には予備選挙または党員集会の結果、割り当てられた代議員の数のみ掲載。
² 1月14日は、拘束力のない予備選挙（代議員は割り当てられない。）である。ワシントンDCの10名の代議員は、区レベルでの2月14日の党員集会によって割り当てられ、残りの6名の代議員は、2月14日の結果をもとに3月6日の大会で割り当てられる。
³ アイオワ州およびアイダホ州の党員集会では、地域代議員のみが選出された。国レベルでの代議員は後に選出された。
4 これらの数字は当該州の党から直接、またはワシントン・ポスト紙から得た完全な数値に基づいて算出されたものである。これらの数字は主要なメディアで報道された数値とは微妙に異なることがある。
5 国外在住者は海外民主党員組織を代表する。海外民主党員組織は、2004年4月7日にスコットランド・エジンバラで党大会を開いた。